# Pleurogonium laciniosum
Pleurogonium laciniosum là một loài chân đều trong họ Paramunnidae. Loài này được Kussakin miêu tả khoa học năm 1962.